# Lotus Domino WorkFlow
Lotus Domino WorkFlow – system zarządzania procesami. System Domino Workflow jest wyposażony w wizualne modele przepływów procesów, jakie mają miejsce w firmie. Praca odbywa się w trybie graficznym. Do realizacji systemów workflow używa się następujących komponentów wchodzących w skład Domino Workflow:
- Domino Workflow Architect – tutaj definiuje się procesy Domino Workflow Engine – ustala się, w jaki sposób dane procesy mają się wykonywać (tzw. logika procesu)
- Domino Workflow Viewer – przedstawia się tu zależności, jakie występują między procesami, użytkownik ma możliwość śledzenia stanu działania procesów workflow.

Do poprawnego działania dowolnego procesu workflow niezbędne są następujące bazy danych:
- Process Definition: przechowuje kolejne etapy procesu, ich sekwencje oraz reguły warunkowe przebiegu procesu
- Organization Directory: pozwala między innymi definiować, grupować w tzw. departamenty lub grupy użytkowników procesu
- Design Repository: przechowuje informacje na temat projektu procesu workflow
- Application Database: centralne miejsce pracy z zadaniami w procesie.

Interfejs systemu Domino Workflow został oparty na języku Java. Pozwala to między innymi na tworzenie stron w standardzie JSP (Java Server Pages), tworzenie serwletów i używanie ich w aplikacjach workflow dostępnych przez przeglądarkę internetową.